# ラ・ボエーム (1926年の映画)

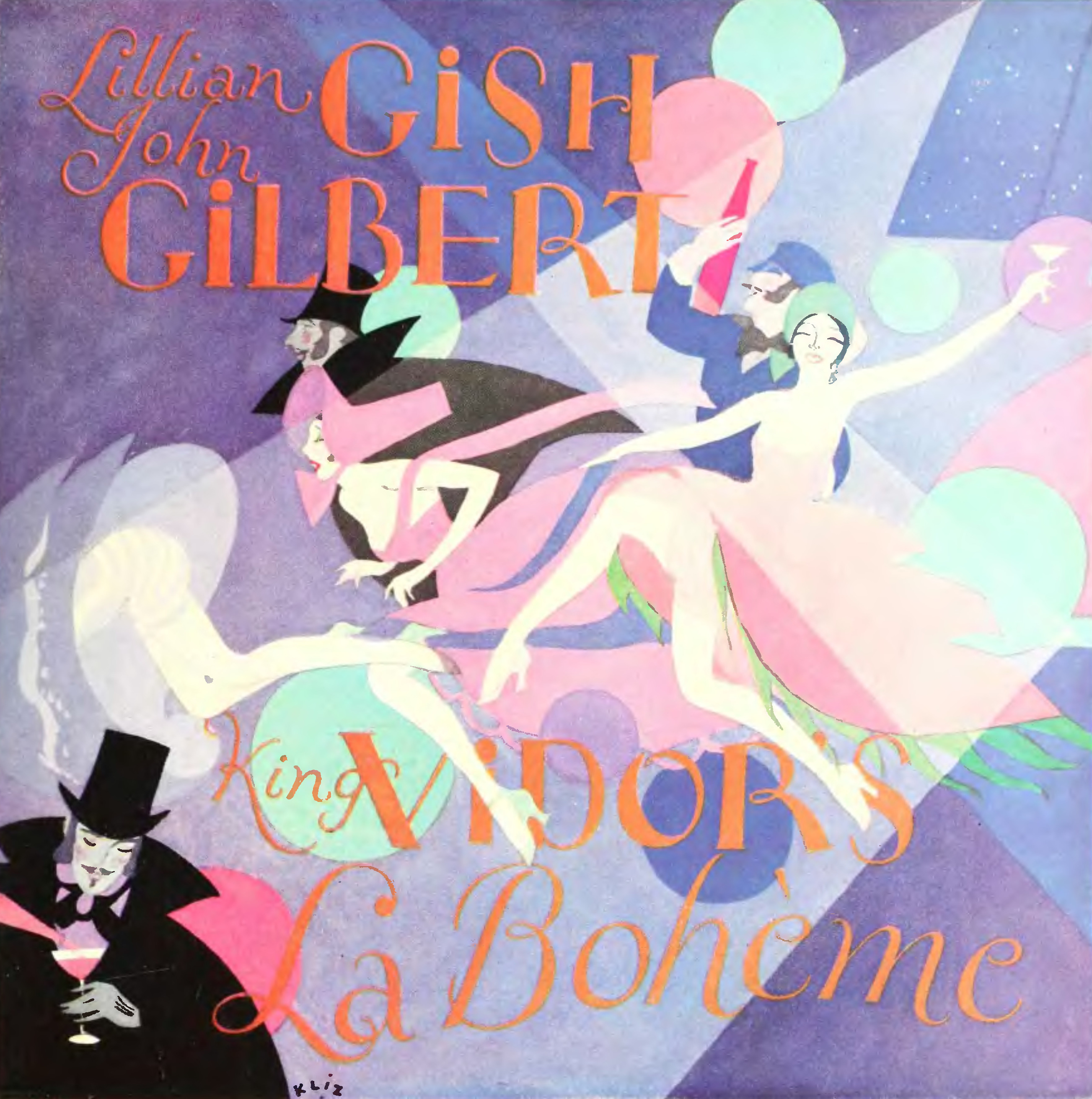
1926

『ラ・ボエーム』（原題・La Bohème）は、1925年に撮影され、1926年に完成・公開されたアメリカ合衆国のサイレント映画である。アンリ・ミュルジェール『ボヘミアン生活の情景』を原作にキング・ヴィダーが監督、リリアン・ギッシュとジョン・ギルバートが主演した。

## キャスト
- ミミ：リリアン・ギッシュ
- ロドルフ：ジョン・ギルバート
- ミュゼット：ルネ・アドレー
- ショナール：ジョージ・ハッセル
- コリーヌ：エドワード・エヴェレット・ホートン
- ブノワ：カール・デイン

## スタッフ
- 監督：キング・ヴィダー
- 製作：アーヴィング・タルバーグ（クレジットなし）
- 脚本：フレッド・ド・グレサック
- 撮影：ヘンドリック・サルトフ
- 編集：ヒュー・ウィン
- 衣裳：エルテ（クレジットなし）
- 装置：セドリック・ギボンズ